# Саммит АТЭС 1994
Саммит АТЭС 1994 — второй саммит лидеров государств АТЭС. Местом встречи была выбрана Индонезия. На этом мероприятии (15 ноября 1994 года, Богор, Индонезия) была принята Богорская декларация - один главных программных документов АТЭС, в котором среди основных целей было заявлено формирование системы свободной торговли и инвестиций для развивающихся экономик к 2020 г.

## Участники
Присутствовали лидеры 14 стран -участниц АТЭС:
- Майкл Бинан
- Хассанал Болкиах
- Крис Паттен
- Цзян Цзэминь
- Туанку Джафар Ибни аль-Мархум Ямтуан Абдул Рахман
- Карлос Салинас
- Карл III
- Онг Тен Чонг
- Ричард Никсон
- Пхумипон Адульядет
- Сун Чуюй
- Фидель Рамос
- Эдуардо Фрей Руис-Тагле
- Томиити Мураяма

## Итоговый документ
Декларация «Общие намерения».

## Основные итоги саммита
Главный из программных документов АТЭС был принят на саммите в 1994 г. — это Богорская декларация, которая поставила цель формирования системы свободной, открытой торговли и инвестиционной деятельности для развитых стран – к 2010 г., для развивающихся экономик – к 2020 г. (Богорские цели). Встреча в г. Богоре явилась важной вехой в развитии АТЭС. Участники саммита заявили, что они будут содействовать дальнейшей либерализации глобальной торговой системы в соответствии с принципами открытого регионализма по двум базовым направлениям.
1. Либерализация и облегчение условий торговли и инвестиций включает следующие аспекты: ¬ поддержка многосторонней торговой системы, в частности Всемирной торговой организации; ¬ региональная экономическая интеграция; ¬ структурная реформа экономики (государственное регулирование, административные барьеры).
2. Экономическое и техническое сотрудничество включает следующие направления: ¬ отраслевые направления сотрудничества (энергетика, сельское хозяйство, транспорт, связь и др.); ¬ обеспечение безопасности торговли, экономической деятельности и жизни людей;¬ сотрудничество с международными организациями.
Одним из средств достижения целей, поставленных участниками форума, служит реализация принципов и правил ВТО.